# 大河狸
大河狸屬（學名：Trogontherium）是河狸已滅絕的一個屬，生存年代為上新世晚期至更新世晚期，此類生物與北美洲同期的巨河狸沒有直接關係。大河狸的化石在英國、歐洲、西伯利亞、中國雲南均有發現，其最晚的發現紀錄位於中國東北的哈爾濱附近，年代為距今約40000年前，其滅絕原因可能與狩獵採集者的到來有關。

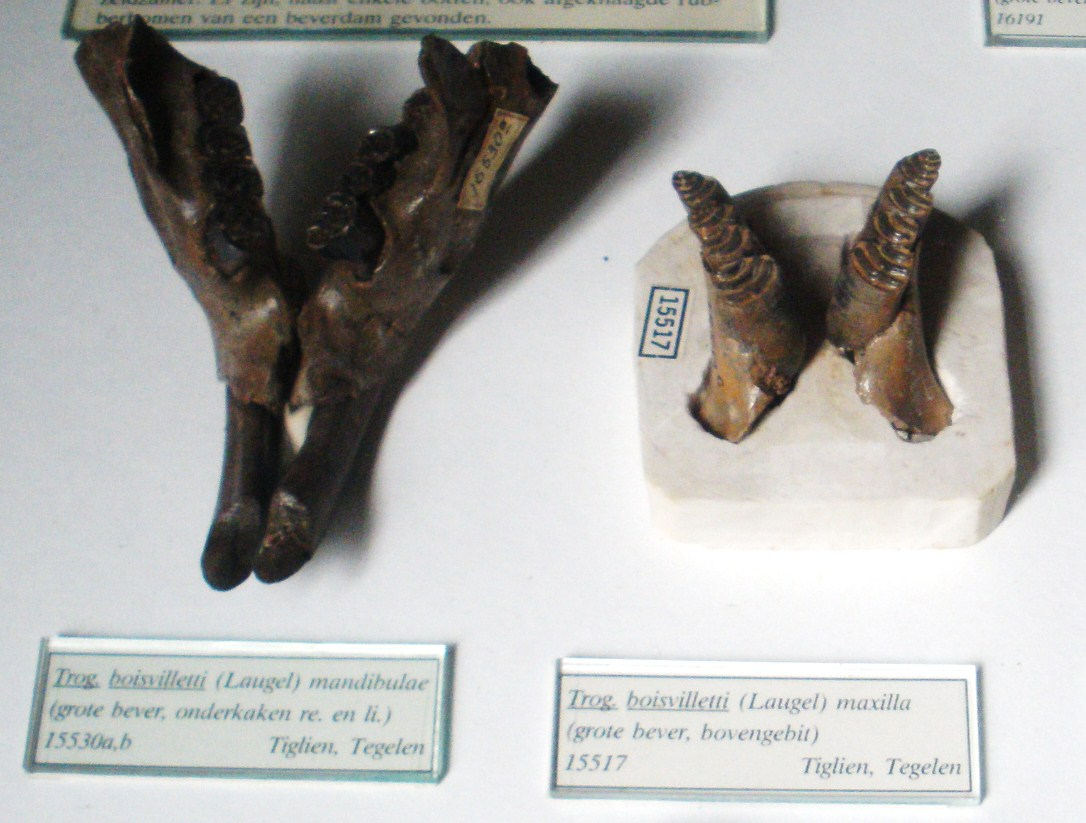
T. boisvillettei的下顎化石

## 下属物种
本属包括以下物种：
- 居氏大河狸 Trogontherium cuvieri
- Trogontherium minus
- Trogontherium boisvillettei